# Callaqui
Le Callaqui est un volcan du Chili qui se présente sous la forme d'un stratovolcan recouvert de glaciers et culminant à 3 164 mètres d'altitude. Sa dernière éruption remonte à octobre 1980.